# ワベ族
ワベ族（ワベぞく、Huave）は、メキシコに住む民族。

## 居住地
メキシコ、テワンテペク地峡に近いチアパス州の太平洋岸に住んでいる。ワベ族の住む一帯の海岸部は塩水潟、マングローブの茂る沼沢および森林で、内陸部は草地と砂漠性の雑木林である。地勢が多様であるため、経済生活は地域によって異なる。沿岸部では漁業、森林地帯では狩猟、内陸部では農業を営む。
農家は一室住居で、住居と数棟の収納倉と中庭の周囲に、木杭柵あるいは柴垣をめぐらせている。

## 生活
主食は魚類、トウモロコシ、豆類、トウガラシ、サツマイモ。
産業としては漁業が最も重要で、漁業だけは日常生活の必要を満たしてまだ余りがある。他の生業は最低限の必要を満たすに過ぎない。